# Мартін (місто)
49°3′49″ пн. ш. 18°55′17″ сх. д. / 49.06361° пн. ш. 18.92139° сх. д.
Ма́ртин, Мартін (словац. Martin [ˈmartin] ( прослухати); до 1951 Turčiansky Svätý Martin, угор. Turócszentmárton, нім. Turz-Sankt Martin, лат. Sanctus Martinus / Martinopolis), місто в північній Словаччині, розташоване біля підніжжя Малої та Великої Фатри при злитті річок Тур'єць та Ваг. Адміністративний центр округи Мартін. Населення близько 60 тис. чоловік.

## Географія
Протікають Склабінський потік; Бистрічка; Красний потік; Зазріва і Сілава.

## Історія
Мартин вперше згадується в 1284 році як поселення Склабінського панства. В 1340 Мартин отримує магдебурзьке право.
Місто відоме перш за все як столиця словацького національного відродження. В 1861 році тут зібралось зібрання словацького народу, що проголосили цілі словацького народу. Результатом зібрання стало заснування Словацької матиці, культурної організації словаків та виникнення трьох словацьких гімназій. В 1893 виникає Словацький національний музей.
30 жовтня 1918 Словацькое народне зібрання ухвалює в Мартіні Декларацію Словацького Народу про приєднання Словаччини до Чехії.
21.08.1944 диверсійні групи сталінських бойовиків зайняли місто та проголосили відновлення Чехословаччини, але невдовзі німецькі війська звільнили Мартін від бандитів. Сталінські війська зайшли у місто тільки 11 квітня 1945.
В теперішній час Мартин — промисловий центр словацького Турца.

## Галерея

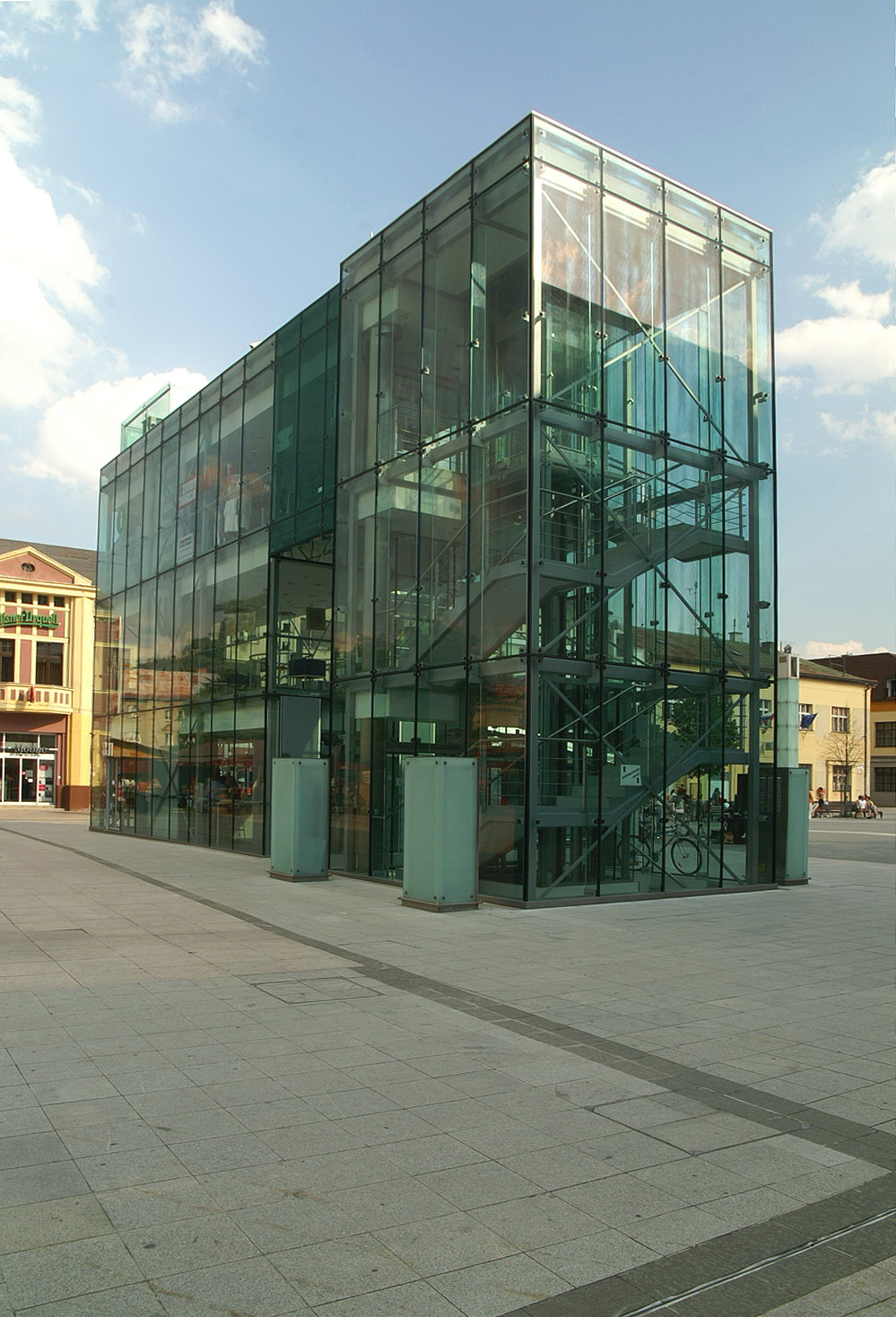
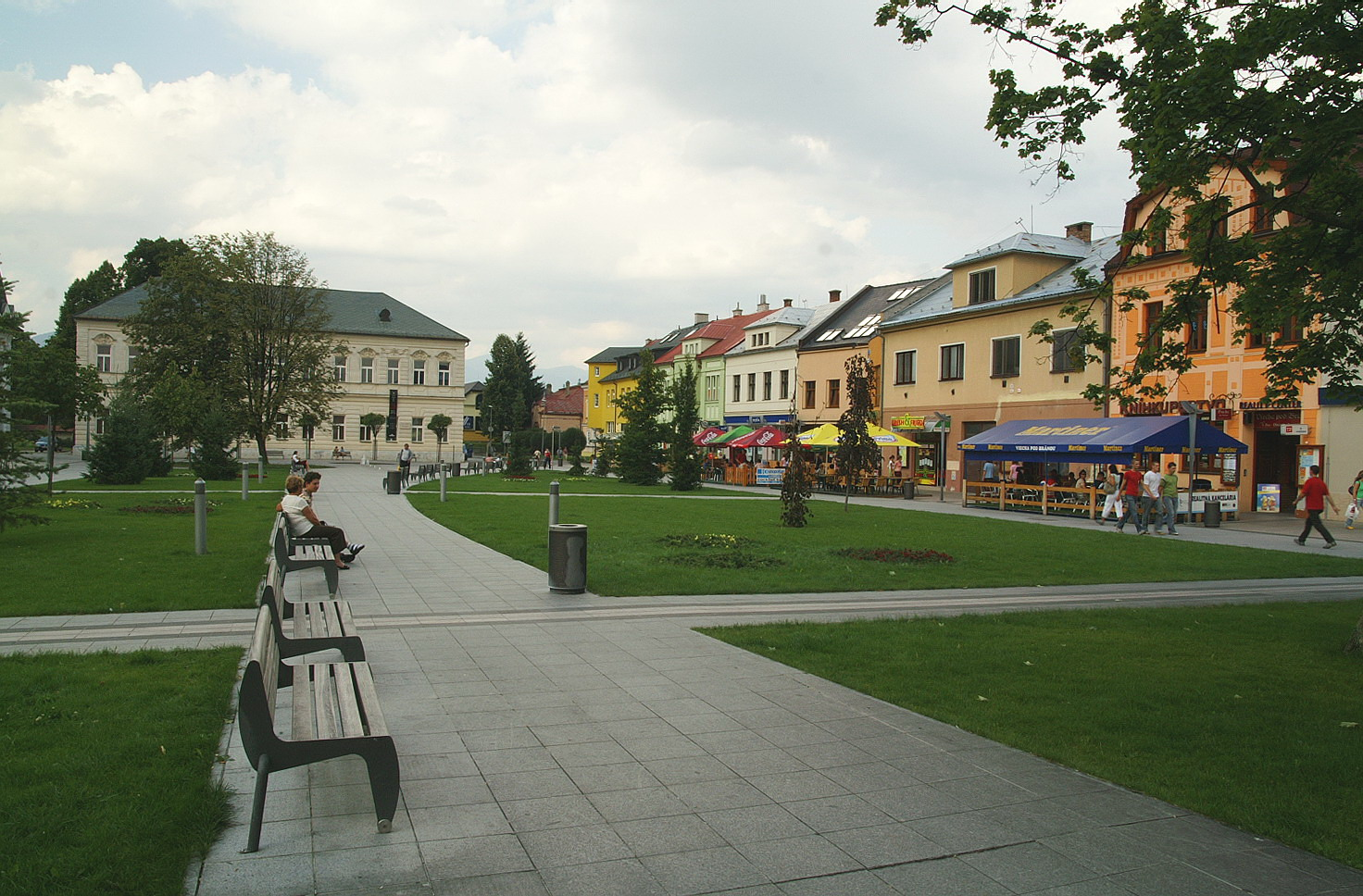
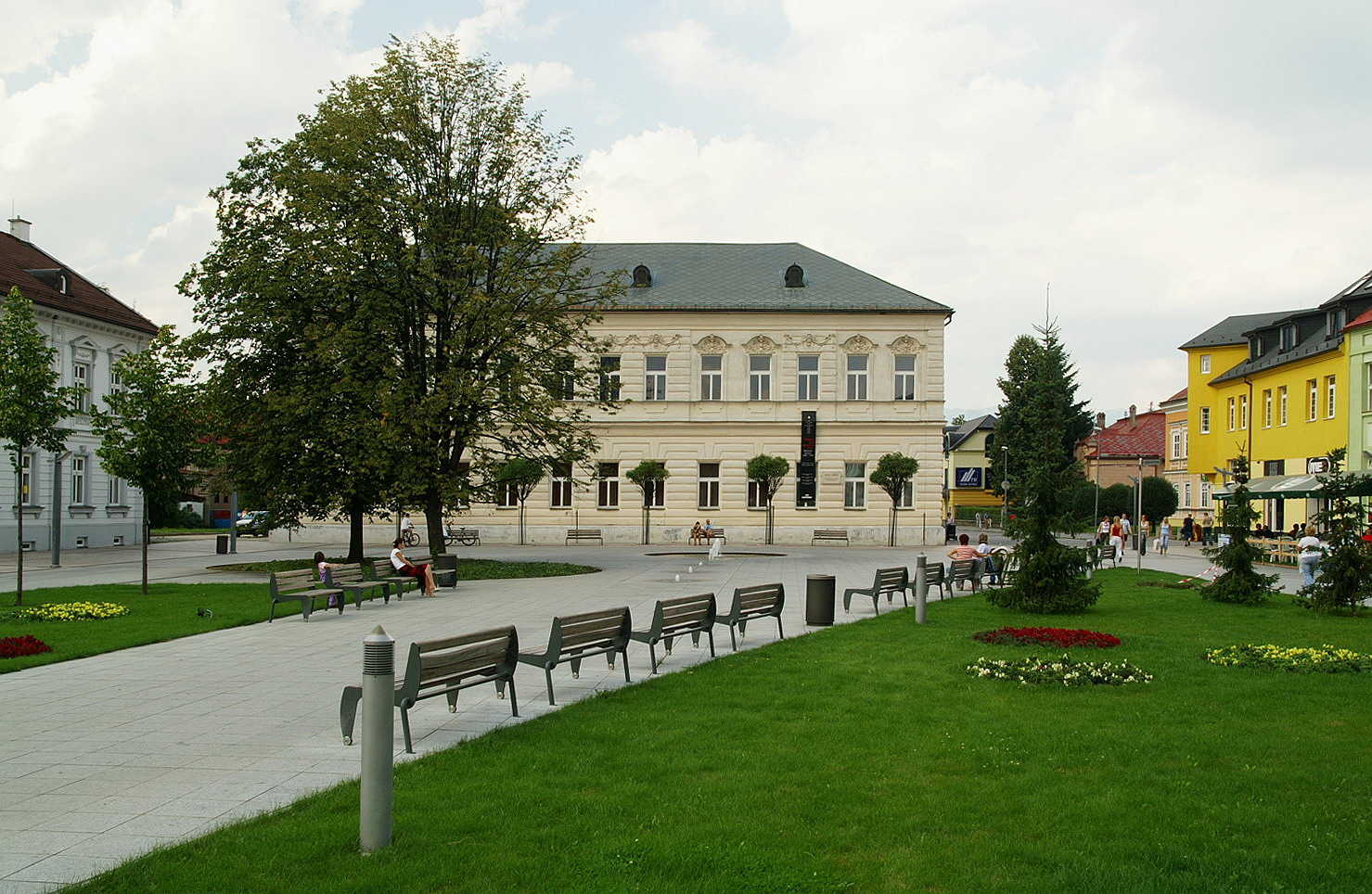
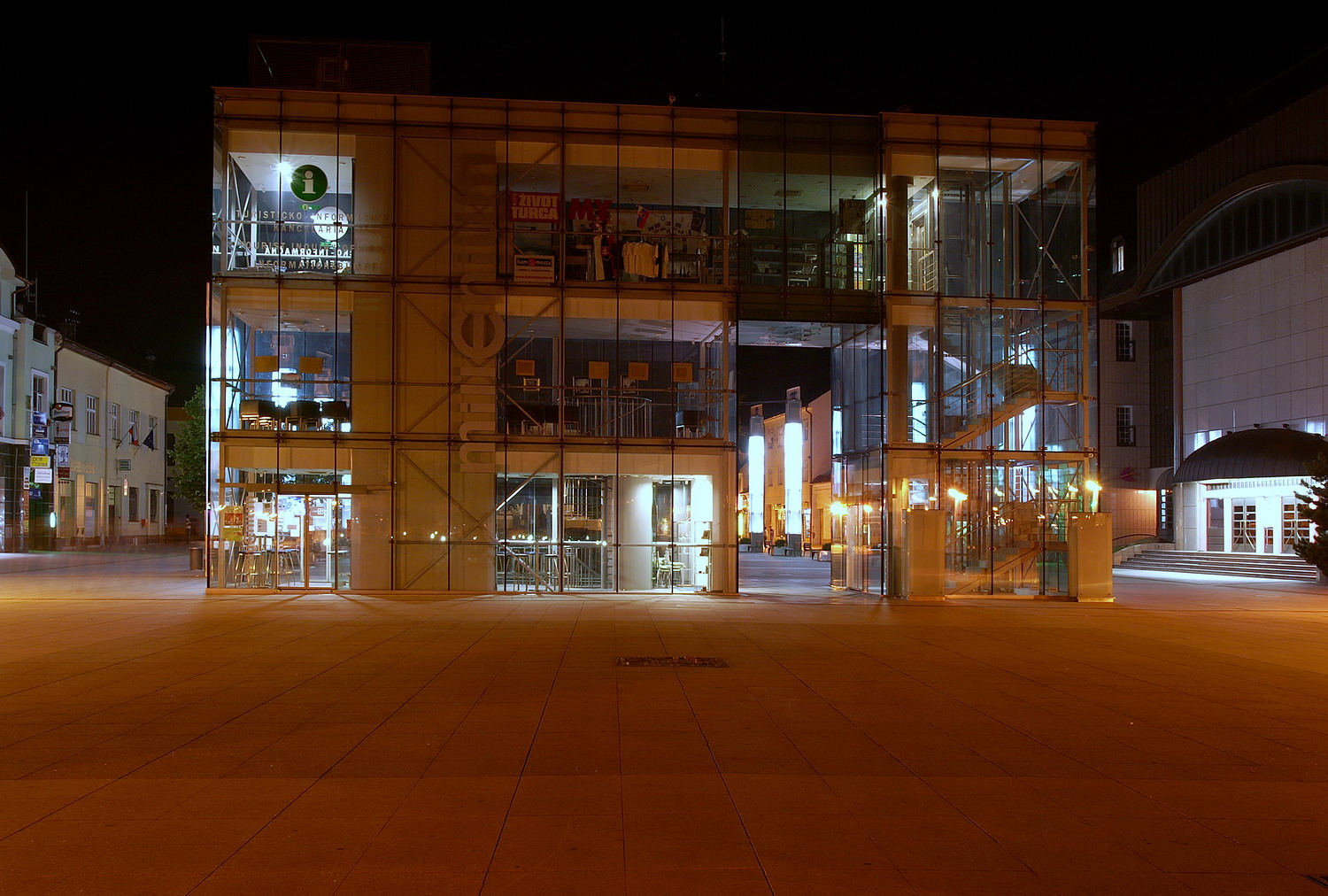
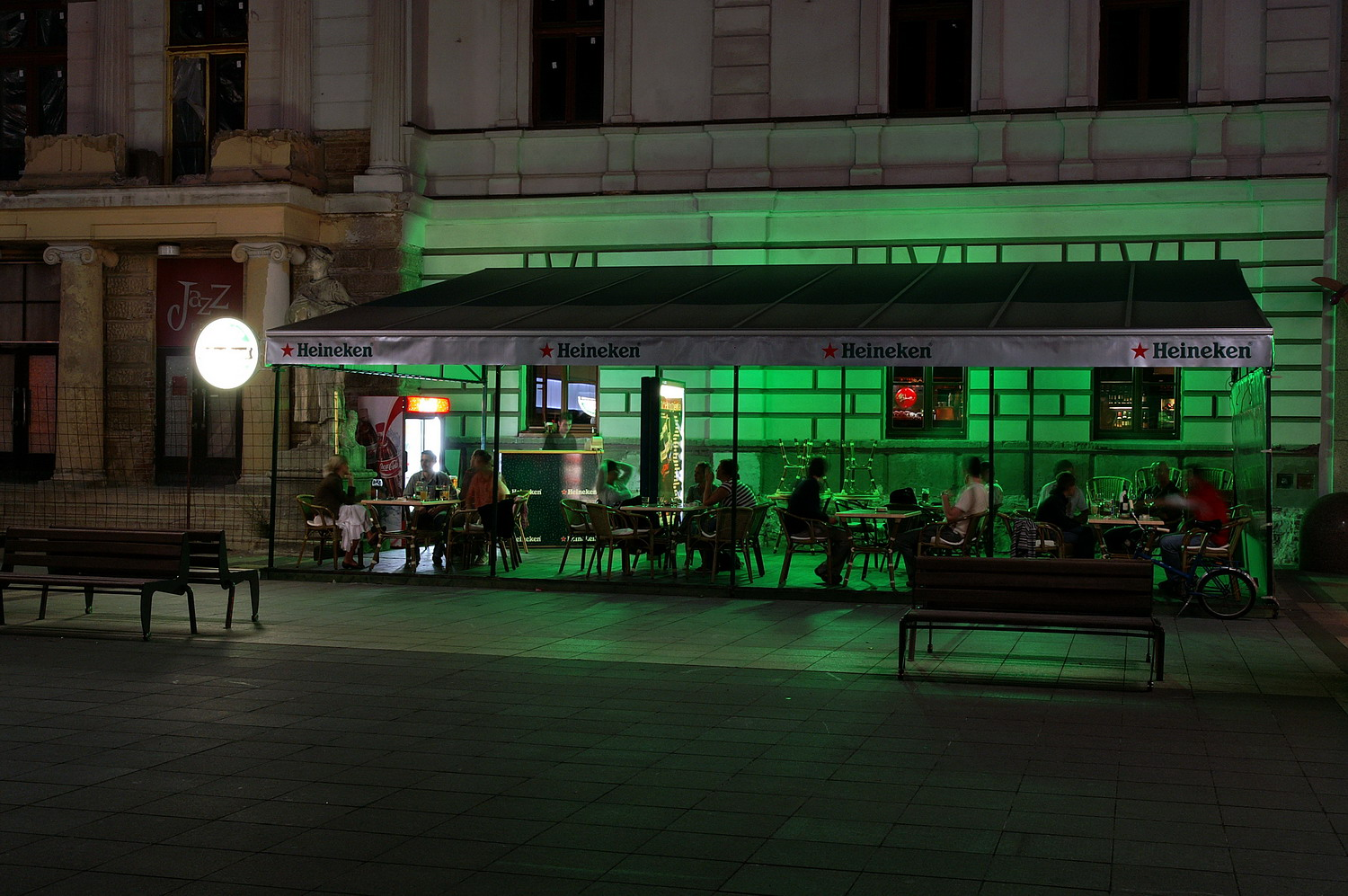
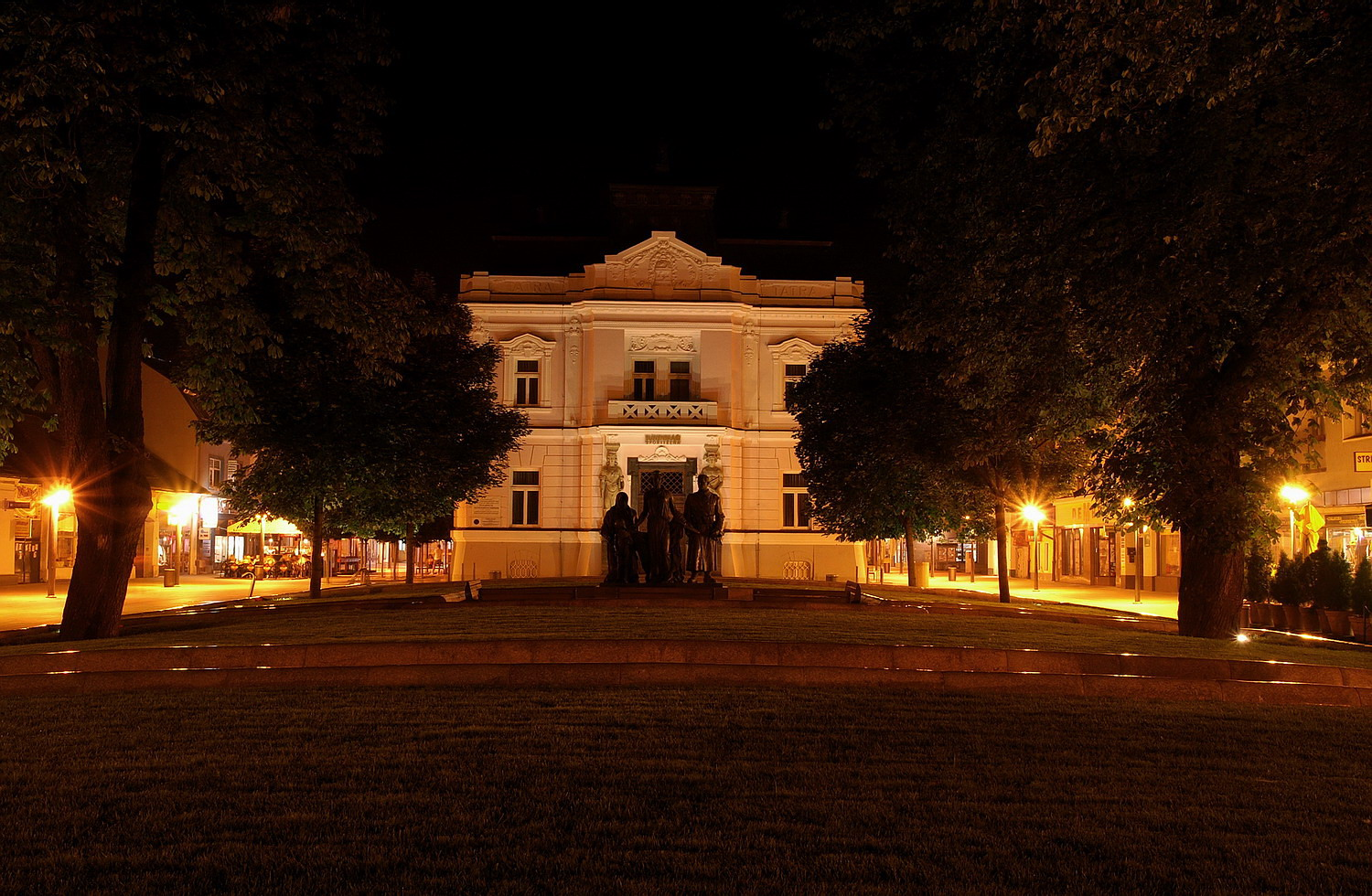
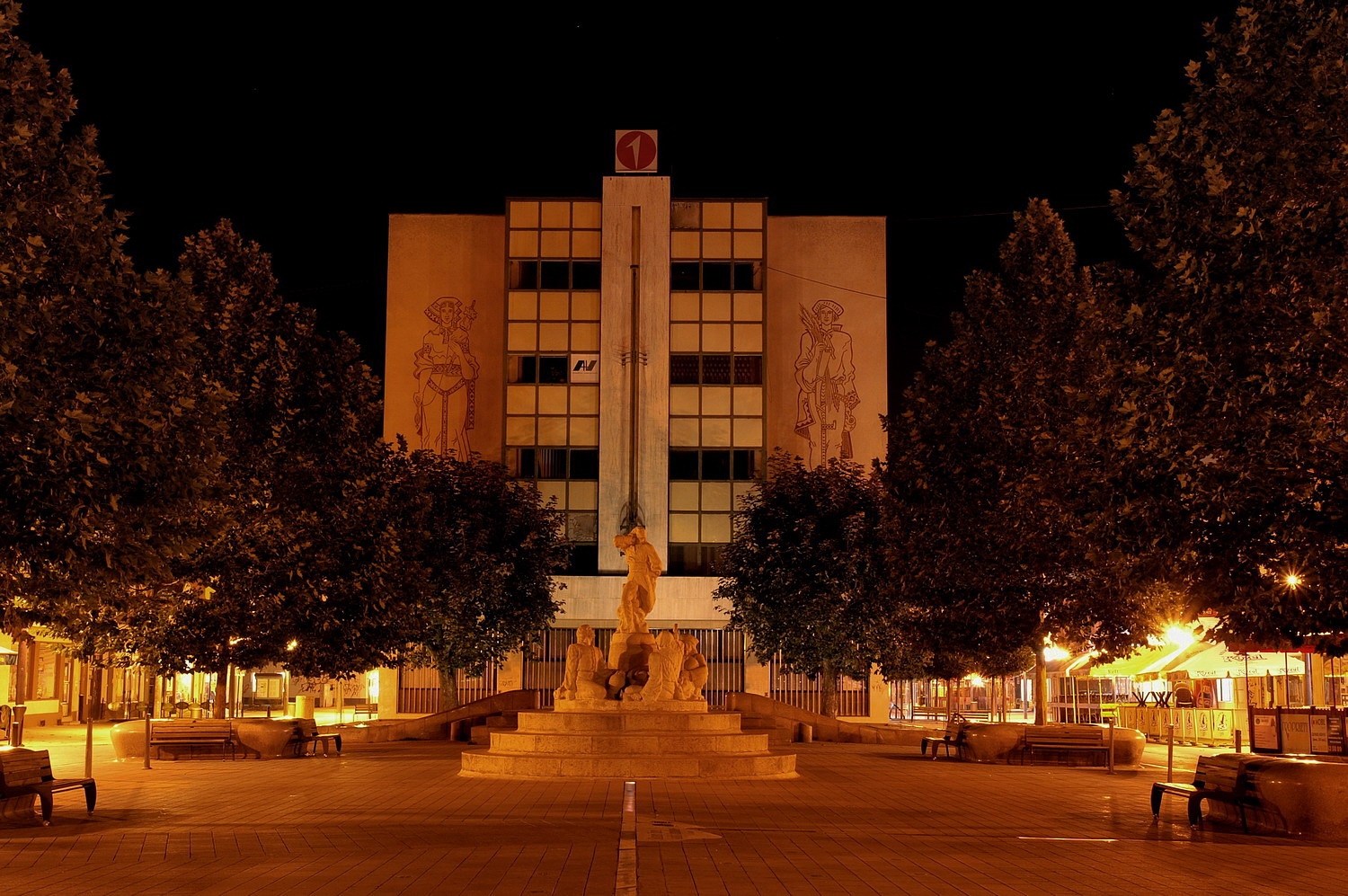
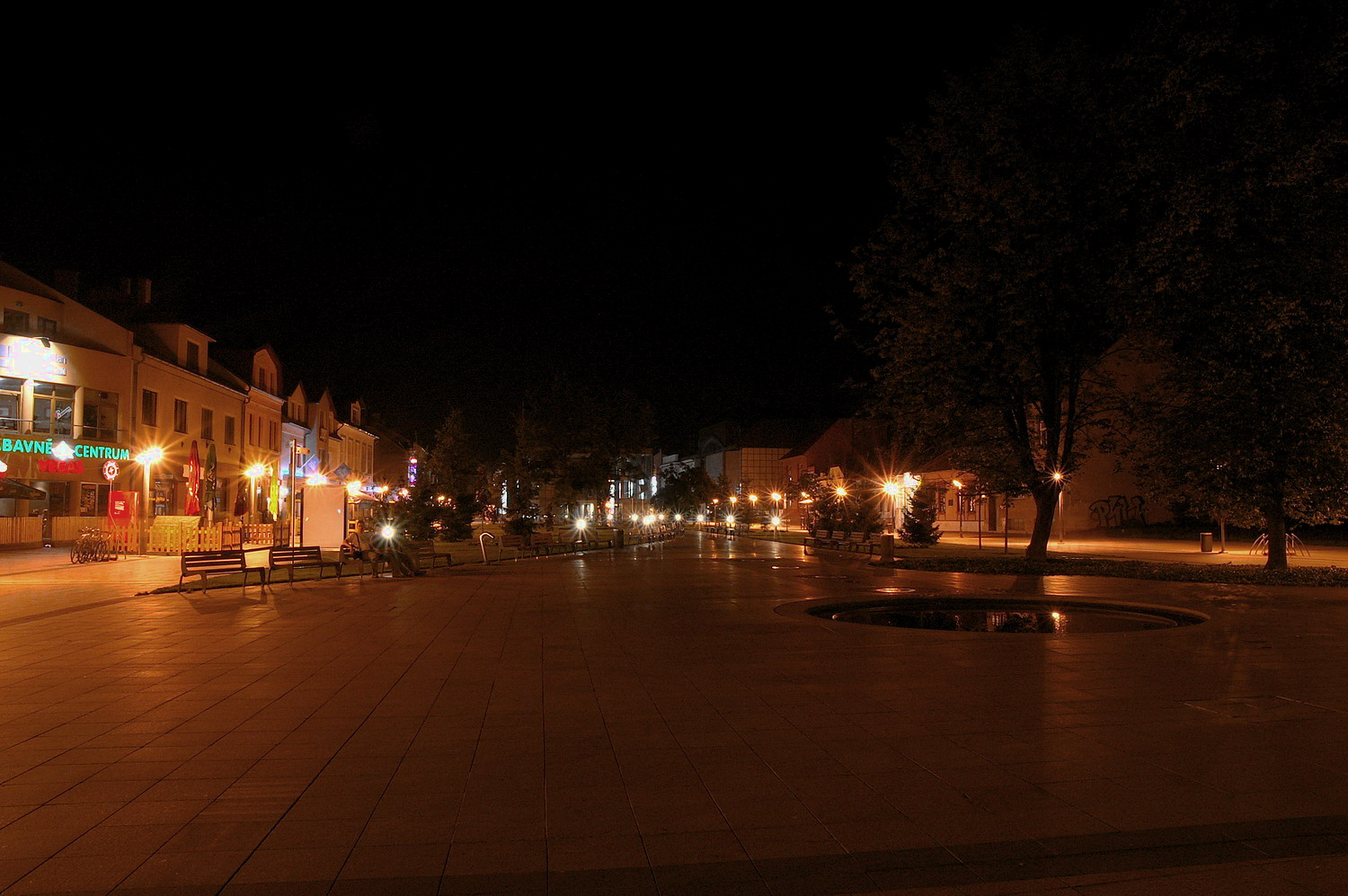
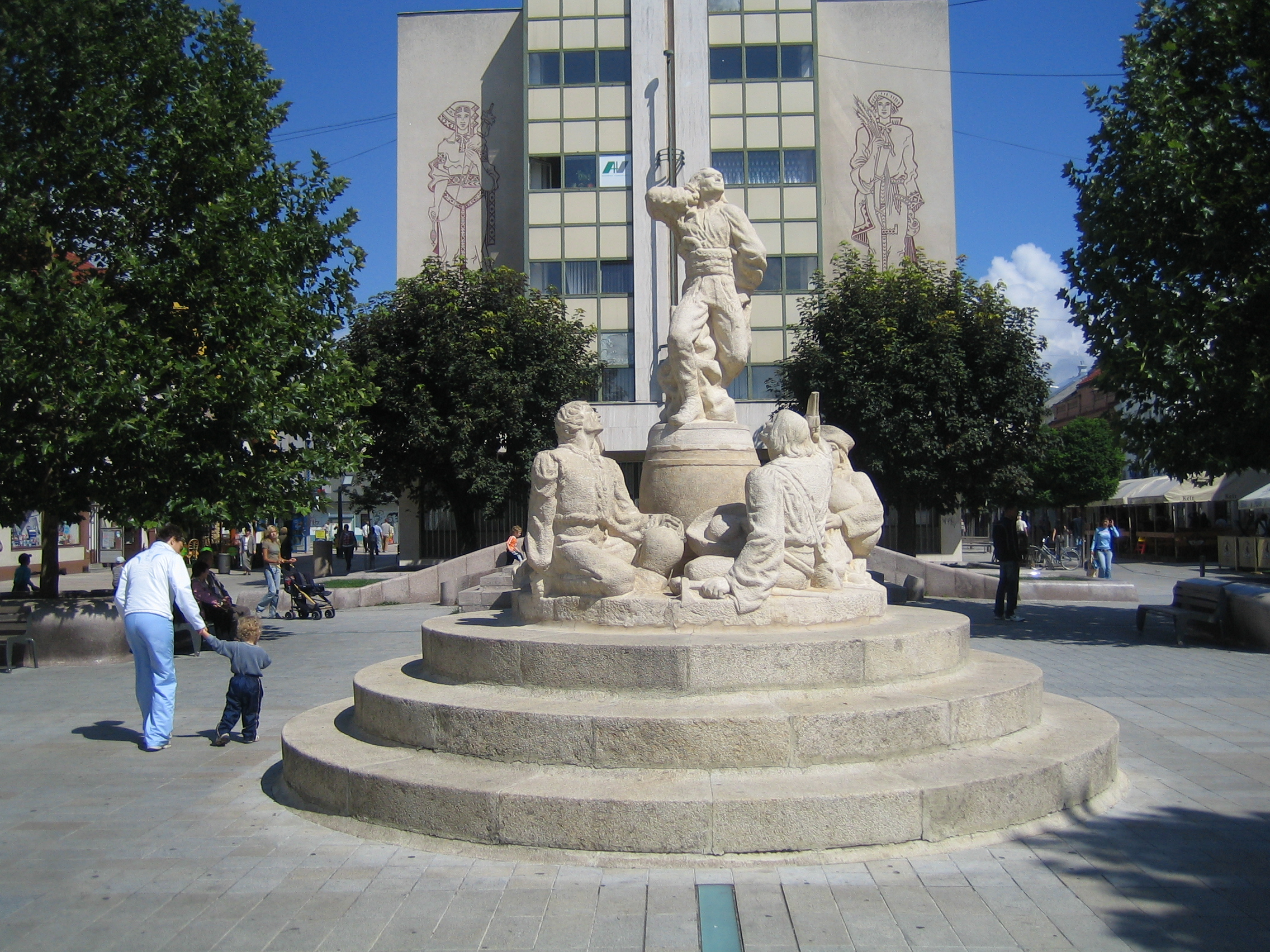
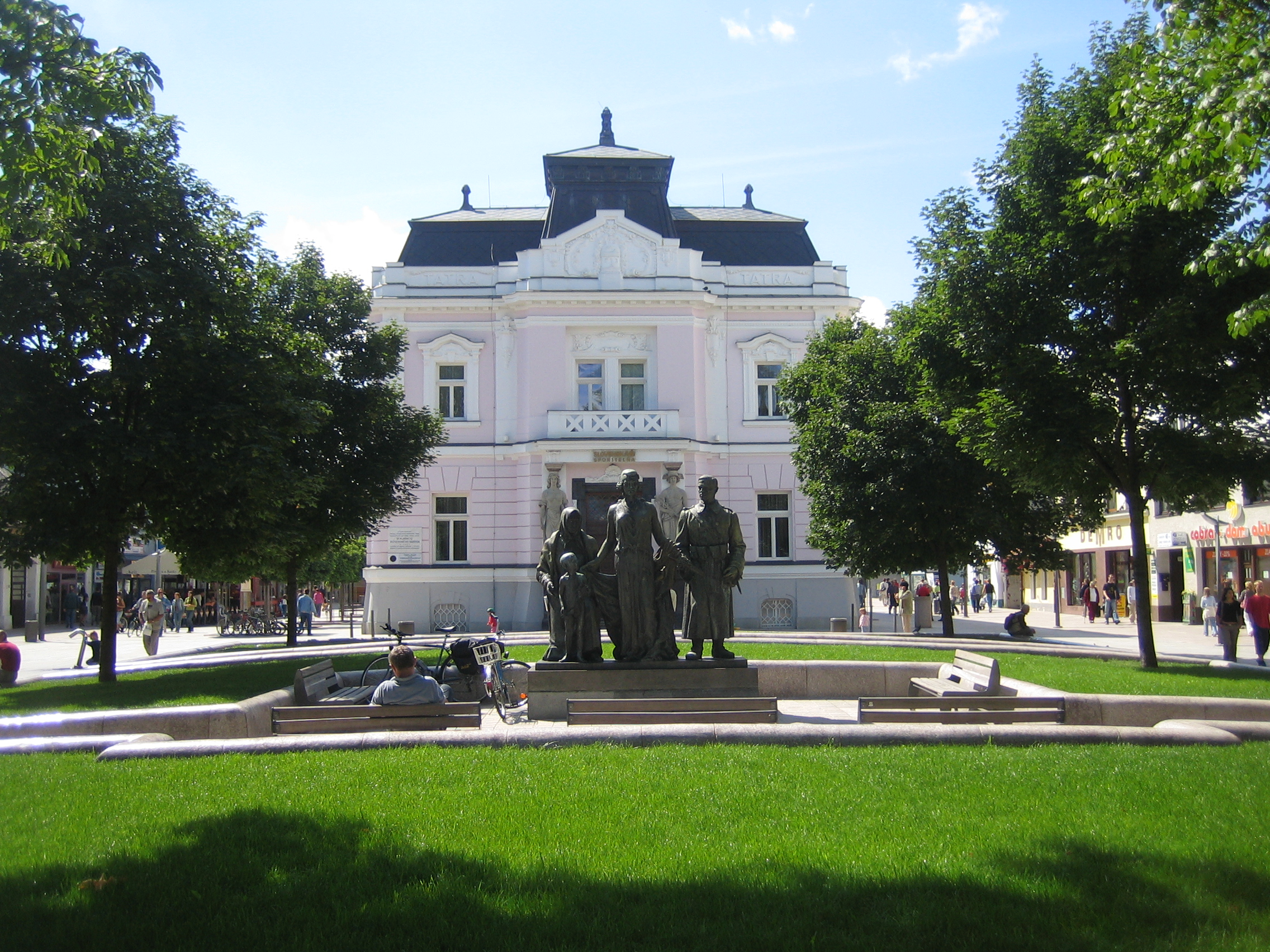
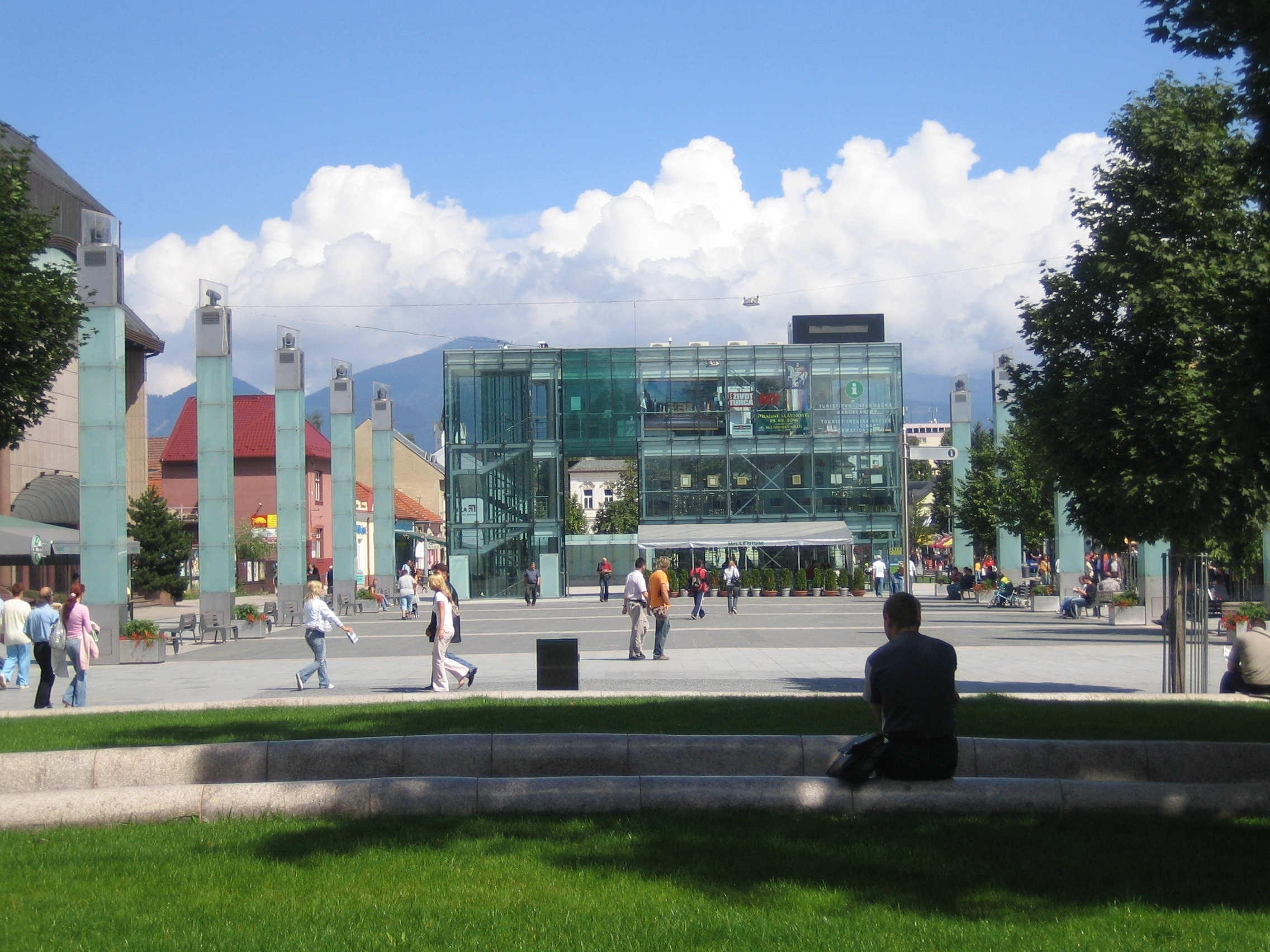
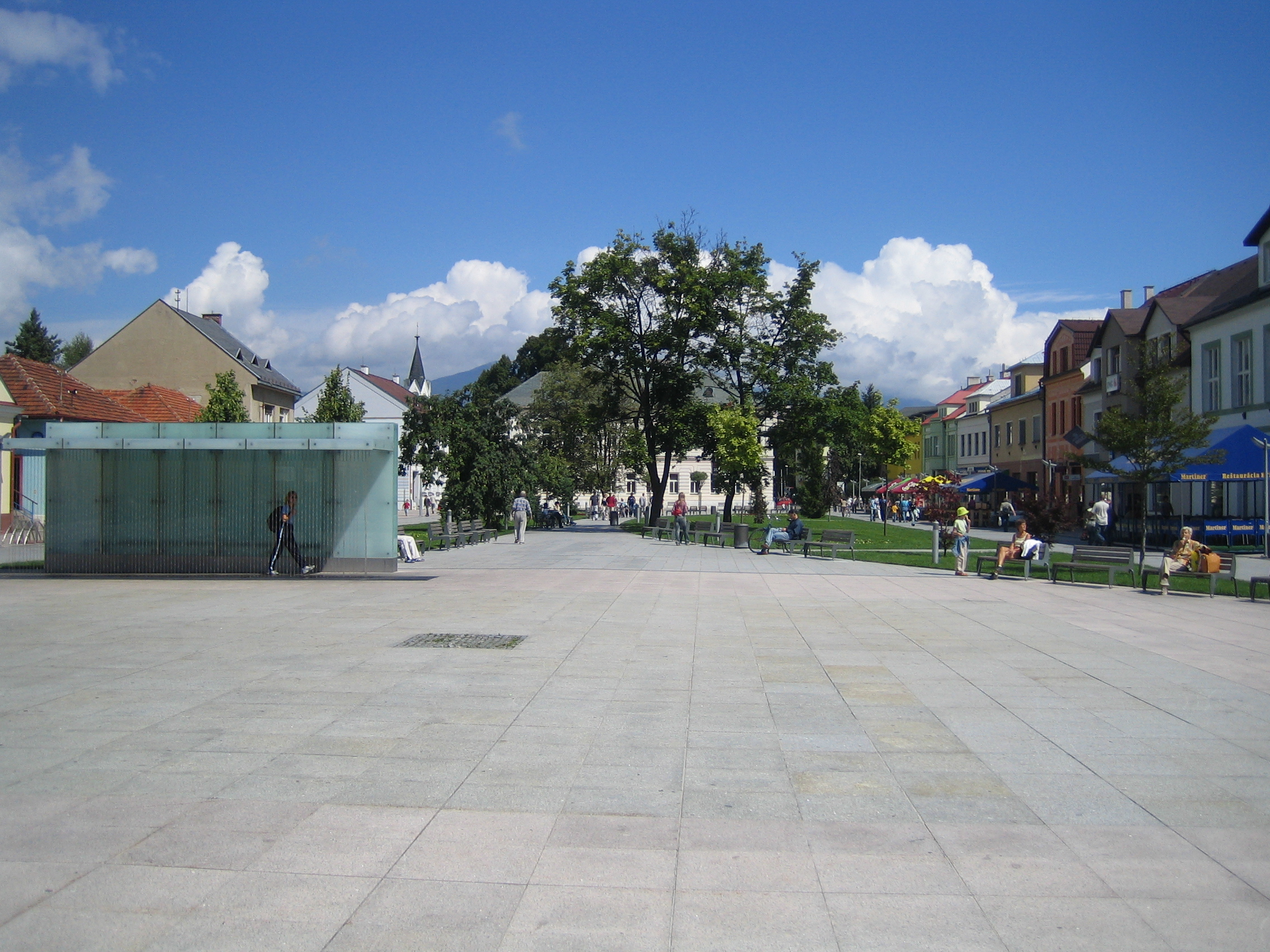

## Населення
| Рік:            | 1994.  | 2004.   | 2014.   | 2024.    |
| --------------- | ------ | ------- | ------- | -------- |
| Кількість осіб: | 60 511 | 59 449  | 56 053  | 50 346   |
| Різниця:        |        | -1,75 % | -5,71 % | -10,18 % |

| Рік:            | 2023.  | 2024.   |
| --------------- | ------ | ------- |
| Кількість осіб: | 50 629 | 50 346  |
| Різниця:        |        | -0,55 % |

## Відомі особистості
В поселенні народилась:
- Вера Гашпарікова (* 1928) — словацька письменниця і фольклористка;
- Янко Йесенски (Janko Jesenský, 1874—1945) — словацький прозаїк, поет, політичний діяч словацького національного руху;
- Мира Набелкова (1956) – словацька лінгвістка.

## Визначні місця
- Ансамбль головної площі
- Словацький народний музей